# Maria de Abarca
Maria de Abarca (... – 1656 circa) è stata una pittrice spagnola.

## Biografia
Scarsissime sono le notizie biografiche su questa figura, ricordata e riconosciuta come miniaturista e pittrice di grande talento attiva a Madrid tra il 1640 e il 1656.